# Wayne McLaren
Pour les articles homonymes, voir McLaren.
Wayne McLaren, né le 12 septembre 1940 à Lake Charles et mort le 22 juillet 1992 à Newport Beach, est un cascadeur, modèle, acteur et compétiteur de rodéo américain.

## Biographie
En 1976, il a prêté ses traits à une campagne de la marque de cigarettes Marlboro, se présentant vêtu comme un cow-boy (personnage connu sous le nom de « Marlboro Man »).
À 49 ans, après avoir fumé toute sa vie une trentaine de cigarettes par jour, il développe un cancer du poumon. Après avoir appris sa maladie, McLaren s'investit dans une campagne anti-tabac. Il participe notamment à un spot télévisé choc qui juxtapose une image de lui jeune, portant un Stetson, avec une autre le montrant très affaibli sur son lit d'hôpital. Son frère Charles, en voix off, critique les cigarettiers qui vendaient un style de vie « indépendant » et demande : « Couché là, relié par des tubes à ces machines, pouvez-vous dire que vous êtes indépendant ? »
Malgré les affirmations de McLaren et un talon de chèque prouvant qu'il avait été engagé pour un travail pour Marlboro, Philip Morris, propriétaire de la marque, a tout d'abord rejeté le fait que Mclaren ait jamais incarné le Marlboro Man, mais un porte-parole de l'entreprise a ensuite admis que l'image de McLaren avait été utilisée pour promouvoir un jeu de poker texan Marlboro.
Malgré la chimiothérapie, l'ablation d'un poumon, et les traitements à base de radiations, le cancer a fini par migrer au cerveau et il meurt des suites de sa maladie le 22 juillet 1992 à l'âge de 51 ans.